# Aliment

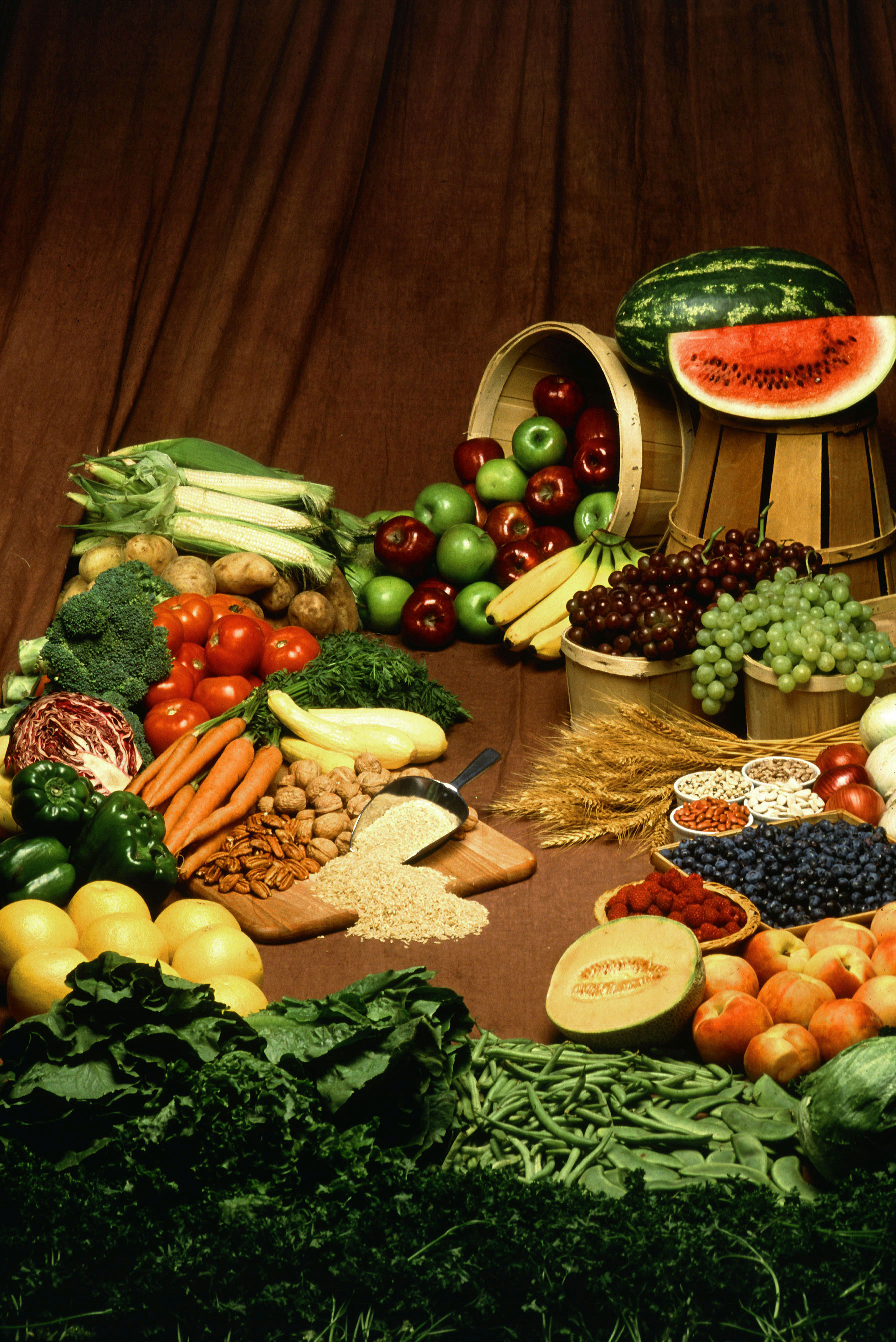
Exemples d'aliments d'origen vegetal.

Un aliment (del llatí alimentum) és qualsevol substància, composta normalment de carbohidrats, lípids, aigua o proteïnes, que pot ser ingerida per un animal per nodrir-se o per plaer. Els objectes considerats aliments poden tenir un origen vegetal, animal o altres com ara els fongs o productes fermentats com l'alcohol. Tot i que moltes cultures eren recol·lectores i caçadores, moltes de les actuals utilitzen l'agricultura, la ramaderia i la pesca, mentre que la caça, la recol·lecció i altres mètodes similars tenen un paper menys important. Existeix una mesura normalitzada anomenada la IFU (International Food Unit), que és un cub de 4x4x4 cm (64 cm cúbics).
La majoria de cultures tenen una cuina característica; es tracta del conjunt de tradicions, preferències i pràctiques culinàries. La gastronomia estudia aquestes tradicions. Moltes cultures han diversificat els seus aliments per mitjà de diferents mètodes de preparació, cuina i manufactura. Això també inclou un complex comerç alimentari que permet anar més lluny que una simple cultura de subsistència.
Moltes cultures estableixen costums alimentaris (dieta). Tot i que els humans són omnívors, elements socials i religiosos com ara la moralitat sovint determinen quins tipus d'aliments es poden consumir. La seguretat alimentària també és una qüestió important, ja que les malalties provocades per aliments causen moltes morts.
La paraula "aliment" té un sentit metafòric o figurat en moltes llengües. L'alimentació consisteix en l'obtenció, preparació i ingestió dels aliments. La ciència que estudia els aliments s'anomena bromatologia.

## Nutrients
S'entén com a nutrient a tota aquella substància que bioquímicament és essencial per al sosteniment dels organismes vius. Els éssers vius adquireixen dos tipus de nutrients: els simples o micronutrients, i els complexos o macronutrients.
Els nutrients són les substàncies aprofitables dels aliments, o allò que aporta l'aliment, per dir-ho d'altra manera. Aquestes substàncies són aprofitades per les cèl·lules, que aporten a l'organisme materials i energia, i en regulen les funcions.
Hi ha nutrients complexos, com ara les proteïnes, que estan formades per aminoàcids, i d'altres de senzills com la glucosa. En els nutrients complexos, l'organisme trenca els enllaços que uneixen les molècules entre si per descompondre-les i poder absorbir els nutrients.
Els nutrients són les proteïnes, els glúcids, els lípids (o greixos), les sals minerals, les vitamines i l'aigua.
Els nutrients poden tenir tres funcions: 
- Funció energètica: Són els glúcids, lípids i proteïnes (secundàries). Aporten a l'organisme l'energia necessària per a dur a terme les seves funcions.
- Funció plàstica: Són les proteïnes i alguns minerals com ara el calci. Aporten a l'organisme els materials que necessita per a formar i renovar les estructures corporals.
- Funció reguladora: Són l'aigua, les vitamines i la majoria de minerals. Aconsegueixen que les reaccions químiques del cos es produeixin en el moment i amb la velocitat adequada.

Aquesta classificació es fa per tal d'estudiar millor les funcions del nostre cos.
El terme nutrient també és aplicat a tots aquells components emprats per espècies vegetals i animals en la seva alimentació i desenvolupament.
Els nutrients es divideixen en macronutrients, si aporten grans quantitats d'energia i cal prendre'n molts, i micronutrients, com les vitamines o minerals, que cal prendre en quantitats moderades però essencials.
Glúcids: Són els nutrients més abundants en els aliments d'origen vegetal. Tenen com a funció principal aportar energia de manera immediata a l'organisme.
Lípids: És un grup molt divers de nutrients. Són insolubles en aigua.
Proteïnes: Són macromolècules formades per unitats més petites, anomenades aminoàcids. Proporcionen la matèria amb la qual es formen la major part de les estructures cel·lulars.

### Macronutrients
Els macronutrients són els nutrients que es prenen en gran quantitat, i que en general subministren la major part de l'energia metabòlica de l'organisme. Els principals són els hidrats de carboni, proteïnes, i greixos. D'altres hi inclouen alcohol i àcids orgànics. Es diferencien dels micronutrients com les vitamines i minerals: aquests són necessaris en petites quantitats per mantenir la salut però no per produir energia.
La vida és sostinguda pels aliments, i les substàncies contingudes als aliments de les quals depèn la vida són els nutrients. Aquests proporcionen l'energia i els materials de construcció per a les innombrables substàncies que són essencials per al creixement i la supervivència de les coses vives. Un nutrient és una substància usada per al metabolisme de l'organisme, i que ha de ser presa del medi ambient. Els organismes no autotròfics típicament adquireixen nutrients a través dels aliments que ingereixen. Els mètodes per a la ingesta d'aliments són variables, els animals tenen un sistema digestiu intern, mentre que les plantes digereixen els nutrients externament i després són ingerits. Els efectes dels nutrients depenen de la dosi.
Els nutrients orgànics inclouen carbohidrats, greixos i proteïnes, així com vitamines. Els components químics inorgànics com a minerals, aigua i oxigen poden també ser considerats com a nutrients. Un nutrient és essencial per a un organisme quan aquest no pot sintetitzar-lo en quantitats suficients i ha de ser obtingut d'una font externa. Els nutrients requerits en grans quantitats són anomenats macronutrients i els que són requerits en quantitats més petites se'ls coneix com a micronutrients.

#### Glúcids o carbohidrats
Els aliments que es troben dins del grup dels carbohidrats (també anomenats erròniament hidrats de carboni) són els derivats dels cereals, els sucres, les patates, els llegums, les verdures, les fruites i els fruits secs.

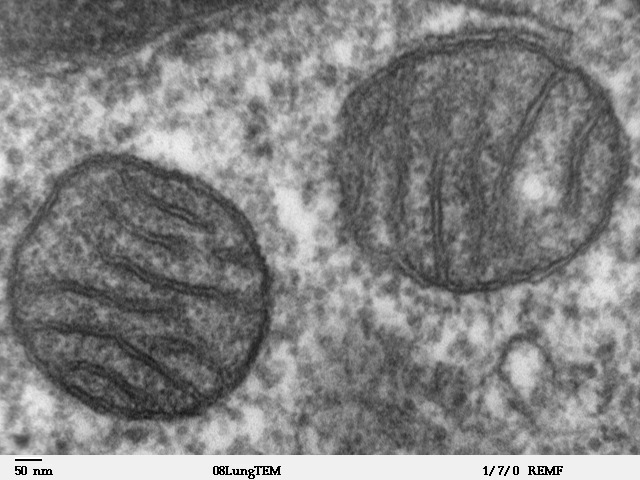
El mitocondri és l'orgànul cel·lular eucariotant que sintetitza la glucosa i desenvolupa el Cicle de Krebs

Els carbohidrats són la font d'energia dels éssers vius, i de tots els carbohidrats existents en la naturalesa, la glucosa és el més important a nivell bioquímic. En el cas dels organismes aeròbics, és imprescindible per a la respiració i el correcte funcionament del cicle de Krebs.
Biològicament els glúcids compleixen amb dues funcions importants:
- Estructura: com la quitina, que constitueix teixits cel·lulars i armadures per a crustacis i insectes; o la cel·lulosa en el cas de les plantes, que constitueix les tiges, fulles i fruits.

- Reserves energètiques: els animals vertebrats utilitzen el glicogen, mentre les plantes utilitzen el midó.

Els animals obtenen els carbohidrats de les plantes, mentre que les plantes fabriquen aquests composts. Els bacteris i altres microorganismes sintetitzen els carbohidrats dels animals morts i rebuigs orgànics. Mentre que els vegetarians utilitzen els polisacàrids més complexos, com el midó o la cel·lulosa, els carnívors i els omnívors utilitzen els carbohidrats més simples, com la lactosa, la sacarosa, la galactosa o la fructosa. Tanmateix, el primer carbohidrat amb el qual els mamífers tenen contacte, és la lactosa, compost principal de la llet.
Perquè els carbohidrats compleixin les seves funcions bioquímiques a l'organisme, és necessari que siguin desdoblats per accions enzimàtiques perquè siguin més senzills. Els remugants són els mamífers més adaptats per desdoblar els polisacàrids, mentre que els sistemes digestius dels altres mamífers només poden utilitzar composts senzills com els piruvats.

#### Proteïnes
Les proteïnes són llargues cadenes d'aminoàcids units químicament per un enllaç peptídic, per la qual cosa se'ls coneix com a polímers.
| Aminoàcid     | Símbol d'una lletra | Símbol de tres lletres | Codi genètic   |
| ------------- | ------------------- | ---------------------- | -------------- |
| Alanina       | A                   | Ala                    | GC (N)         |
| Arginina      | R                   | Arg                    | AGA AGG CG (N) |
| Asparagina    | N                   | Asn                    | AAU AAC        |
| Àcid aspàrtic | D                   | Asp                    | GAU GAC        |
| Cisteïna      | C                   | Cys                    | UGU UGC        |
| Glutamina     | Q                   | Gln                    | CAA CAG        |
| Àcid glutàmic | E                   | Glu                    | GAA GAG        |
| Glicina       | G                   | Gli                    | GG (N)         |
| Histidina     | H                   | His                    | CAU C a. C.    |
| Isoleucina    | I                   | Ile                    | AUU AUG AUA    |
| Leucina       | L                   | Leu                    | UUA UUG CU (N) |
| Lisina        | K                   | Lys                    | AAA AAG        |
| Metionina     | M                   | Met                    | AUG            |
| Fenilalanina  | F                   | Phe                    | UUU UUC        |
| Prolina       | P                   | Pro                    | CC (N)         |
| Serina        | S                   | Ser                    | AGU AGC        |
| Treonina      | T                   | Thr                    | AC (N)         |
| Triptòfan     | W                   | Try                    | UGG            |
| Tirosina      | Y                   | Tyr                    | AUA UAG        |
| Valina        | V                   | Val                    | GU (N)         |

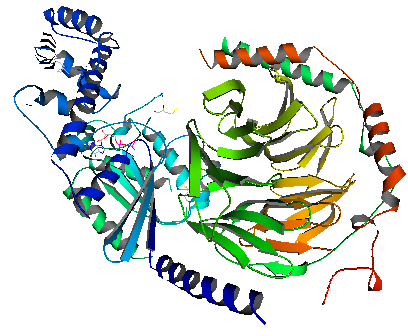
Imatge tridimensional d'una proteïna.

Les proteïnes que funcionen com a nodriments són aquelles formades per un o més dels vint aminoàcids coneguts. Per satisfer les necessitats bàsiques, cada espècie requereix tenir els vint aminoàcids en proporcions determinades. Les plantes poden generar els seus propis aminoàcids a partir de nitrogen (N₂) i diòxid de carboni (CO₂) mitjançant la fotosíntesi. Altres espècies en poden sintetitzar només alguns, i per obtenir els altres requereixen consumir plantes o a espècies que consumeixin plantes. L'humà, per exemple, requereix tenir en la seva dieta sempre aquests vuit aminoàcids, que és incapaç de produir: fenilalanina, isoleucina, leucina, lisina, metionina, treonina, triptòfan i valina; tanmateix, certs individus d'una espècie poden mancar d'un adequat metabolisme que impedeixi l'assimilació d'algun dels vint aminoàcids, en el cas dels humans, hi ha els qui no assimilen la fenilalanina.
Les proteïnes estan en alta proporció als aliments d'origen animal, com les carns (de mamífers, aus i peixos), en els ous, en els lactis, i en menor proporció en alguns vegetals, com la soja. Cada cop s'estenen més alternatives que sorgeixen de trobar anàlegs a la carn més sostenibles mediambientalment i amb similar contingut proteic (com insectes o fongs).
La quantitat de proteïnes a consumir depèn del metabolisme de cada organisme i de les funcions que hagi de realitzar. Un humà adult, ha de consumir 0.8 g de proteïna per cada quilogram de pes corporal al dia; en canvi, els nens requereixen 1.6 g per cada kg de pes corporal i els lactants 2.4 g.
Les proteïnes més importants que han d'assimilar els animals són de dos tipus: fibroses i globulars:
- Fibroses
  - Col·lagen: forma part de la pell, pèl, ossos, tendons i cartílags, i és la proteïna més important en els vertebrats.
  - Queratina: complement estructural de la quitina en algunes cèl·lules; en el cas dels animals que constitueix parts dures com closques, banyes ungles i grapes o pèls.
  - Fibrinogen: responsable de la coagulació sanguínia.
  - Miosina i actina: responsables de la contracció muscular esquelètica o el moviment cel·lular.

- Globulars
  - Enzims: són els catalitzadors de les accions metabòliques de tot organisme.
  - Hormones proteíniques: són segregades per glàndules endocrines, i la seva funció és estimular certs òrgans a realitzar funcions quan les condicions fisiològiques ho requereixen. Exemples d'aquestes són: la insulina, la tiroxina, els estrògens, la testosterona, etc.
  - Anticossos: anomenats també immunoglobulines; agrupen els milers de proteïnes encarregades de destruir els antígens (organismes que envaeixen el cos).

#### Lípids
Igual com els carbohidrats, els lípids es componen de carboni, hidrogen i oxigen, per bé que la quantitat d'àtoms d'hidrogen és superior a la d'oxigen, i això confereix a aquests composts propietats químiques diferents.
Els greixos són insolubles en aigua i són una font d'energia molt eficient, ja que proporciona el doble de l'energia dels carbohidrats i les proteïnes.
La semblança entre carbohidrats i lípids prové del fet que aquests últims es transformen dins dels vegetals com un producte de la glucosa. La importància biològica dels lípids rau en el fet que serveixen per a regular la temperatura corporal i que funcionen com a reserva energètica.
El terme lípid al·ludeix a qualsevol substància sòlida o líquida que estigui constituïda per C, H i O, sigui simple o conjugada amb fosfats (PO₄−1), glucosa (C₆H₁₂O₆) o proteïnes. Els lípids es poden considerar greixos o olis segons el seu estat físic a temperatura ambient, el terme greix sol referir-se als composts en estat sòlid mentre que el terme oli als que estan en estat líquid.
Els animals només poden emmagatzemar petites quantitats de carbohidrats, per això, els que no es poden emmagatzemar en el fetge en forma de glicogen, es transformen en greixos i s'emmagatzemen en el teixit adipós. El teixit adipós actua com una capa aïllant tèrmica i com a substància de reserva molt important en tots els animals, principalment en els que hibernen. Els greixos i ceres també poden servir com a cobertures superficials molt comunes en mamífers, aus, amfibis i alguns rèptils i peixos; poden protegir dels raigs de sol, regular la temperatura, nodrir el cabell i pèl, i actuar com a impermeabilitzant o fixador de filaments en plomes.
Els lípids es classifiquen així:
- Saponificables:
- Lípids simples:
  - Àcids grassos
  - Greixos neutres i ceres
- Lípids compostos
  - Fosfolípids
  - Glucolípids
  - Lipoproteïnes

- No saponificables:
- Vitamines liposolubles (A, E, K)
- Esteroides:
  - Colesterol
  - Àcids biliars
  - Hormones sexuals
  - Hormones de l'escorça suprarenal
  - Vitamina D

En forma pura tots els lípids són triacilglicèrids, o èsters d'àcids grassos amb glicerol. Els àcids grassos es van definir com cadenes monocarboxíliques alifàtiques amb nombre parell de carbonis, tanmateix, actualment es coneixen 400 àcids grassos i molts d'ells són cíclics, ramificats, hidroxilats, amb nombre parell de carbonis, etc. Per al seu estudi els àcids grassos es classifiquen en saturats i insaturats.
Els àcids grassos saturats varien en composició de 4 a 26 àtoms de carboni, i els àcids de 4 a 8 carbonis són líquids a 25 °C, mentre que a partir de 10 °C o més fred són sòlids.
Els àcids grassos insaturats no posseeixen una cadena constant d'enllaços simples (CH₃-CH₂-CH₂-COOH) sinó que tenen enllaços dobles i nombre imparell de carbonis. Tenen gran activitat química, ja que s'hidrolitzen i s'oxiden fàcilment.

### Micronutrients
S'anomenen micronutrients aquelles substàncies que l'organisme necessita en petites dosis. Són indispensables per als diferents processos bioquímics i metabòlics dels organismes vius i sense ells moririen. Exerceixen importants funcions catalitzadores en el metabolisme, en formar part de l'estructura de nombrosos enzims.
En els animals engloba les vitamines i minerals i aquests últims es divideixen en minerals i oligoelements. Aquests últims es necessiten en una dosi encara menor.
En plantes són tots minerals. S'han pogut estudiar bé en elles gràcies a cultius sense terra que puguin alterar els resultats. S'han descobert que alguns elements es necessiten en proporcions tan baixes que un fertilitzant que no els contingui en la seva formulació pot aportar-los a causa de les impureses que conté. En alguns casos, com el del sodi, poden ser aportats tan sols per tocar una fulla d'una planta. La suor dels dits conté suficient sal i fa l'efecte d'un adob foliar.

## Tipus d'aliments

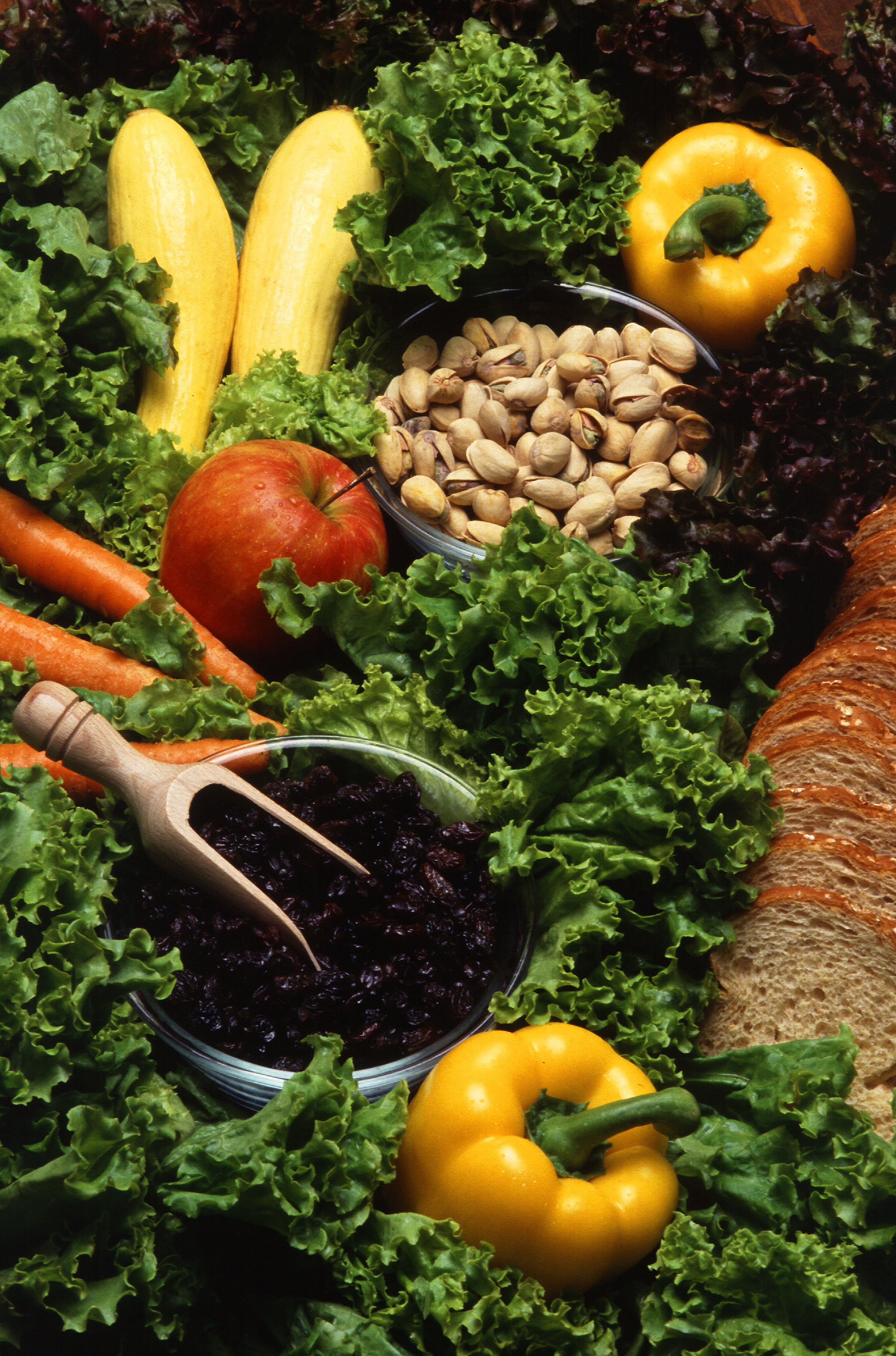
Aliments d'origen vegetal

Gairebé tots els aliments són d'origen animal o vegetal, tot i que hi ha algunes excepcions. Els aliments que no són ni animals ni vegetals inclouen diversos fongs comestibles, com ara els bolets. Els fongs i els bacteris ambientals intervenen en la preparació d'aliments fermentats o envinagrats com el pa de llevat, el vi, la cervesa, el formatge com el rocafort, els cogombrets envinagrats o el iogurt. En moltes cultures es mengen algues, una forma de protists; o cianobacteris com ara Spirulina. A més, se sol usar la sal comuna per a donar sabor als aliments o conservar-los, i l'hidrogencarbonat de sodi també es fa servir per a preparar aliments. Ambdues són substàncies inorgàniques, igual que l'aigua, un element essencial de la dieta humana.

### Plantes

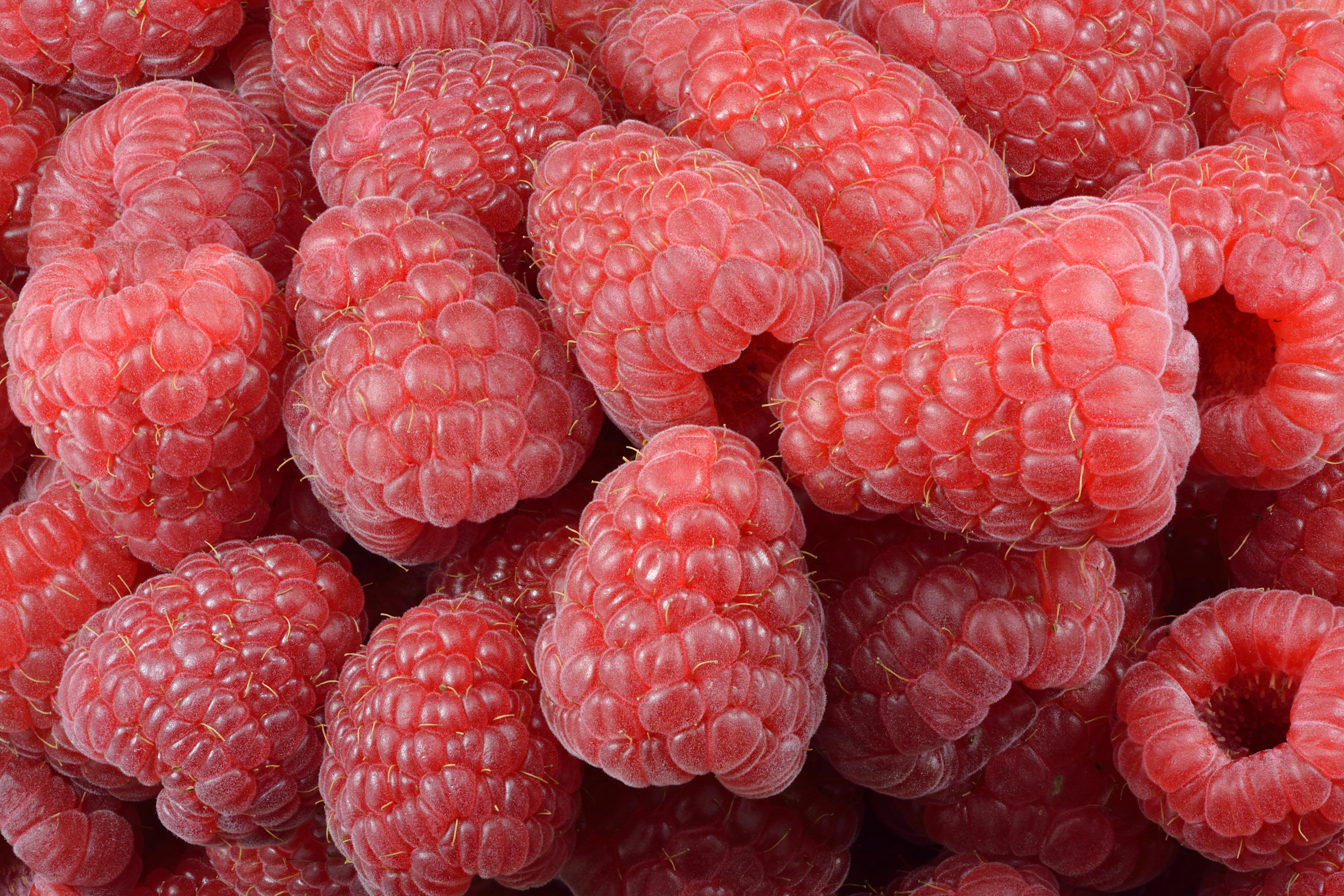
Gerds

Es consumeixen moltes plantes o parts de plantes com a aliment. Hi ha unes 2.000 espècies vegetals que es conreen com a aliments, i poden tenir diversos cultivars. Es pot considerar que els aliments d'origen vegetal tenen els nutrients necessaris per al creixement inicial de la planta. Per tant, les llavors solen tenir un alt valor energètic, i són bones fonts d'aliment per als animals, incloent-hi els humans. De fet, molts dels aliments que consumeixen els humans són llavors. Alguns exemples en són els cereals (com el blat de moro, el blat i l'arròs), llegums (com les mongetes, els pèsols i les llenties) i les nous. Se solen prémer les pipes per extraure'n oli. Algunes d'aquestes pipes són en realitat aquenis com els del gira-sol.
Els fruits són les extensions madures dels vegetals, on s'emmagatzemen les llavors. Els fruits són atractius per als animals perquè aquests se'ls mengin i excretin les llavors a una distància. Per tant, les fruites són una part significant de la dieta de moltes cultures. Alguns fruits, com ara la carbassa o l'albergínia, són consumits com a verdures.
La verdura és un altre tipus de matèria vegetal que es consumeix com a aliment. Les verdures inclouen tubercles (com les patates i pastanagues), les fulles de verdura (espinacs i enciams), les canyes (bambú i espàrrecs) i vegetals d'inflorescència (carxofes i bròquils). També es fan servir herbes i espècies com a condiments.

### Animals

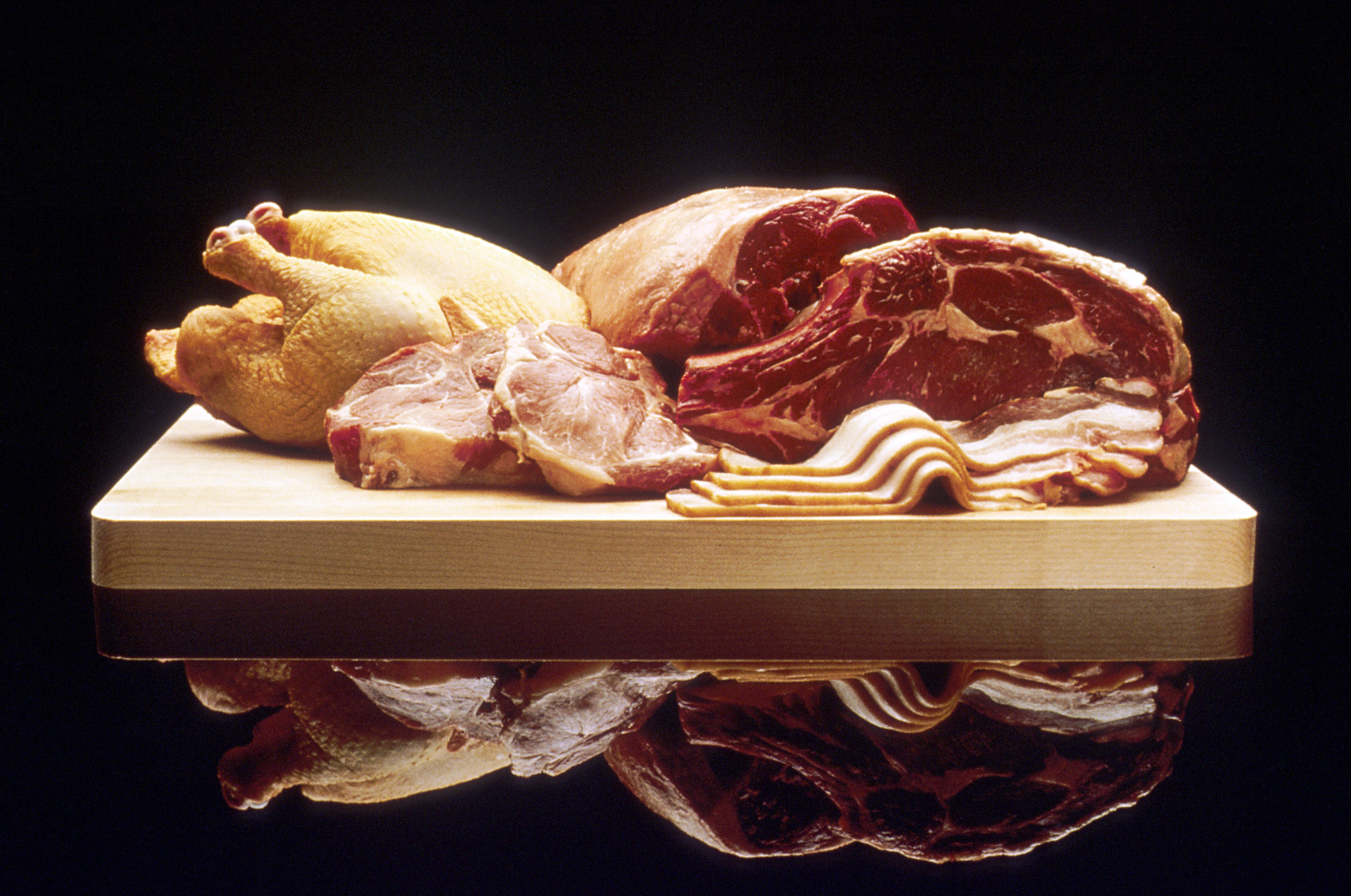
Diversos talls de carn

Els animals poden ser usats com a aliments directament, o indirectament pels productes que ells produeixen. La carn en un exemple d'un producte directe pres d'un animal, el qual prové del sistema muscular o a partir d'òrgans. Els productes alimentaris produïts per animals inclouen la llet produïda pels mamífers, la qual en moltes cultures és beguda o processada en productes làctics tals com el formatge o la mantega. A més, les aus i altres animals produeixen ous, els quals són freqüentment consumits, i les abelles produeixen mel un edulcorant popular en moltes cultures. Algunes cultures consumeixen sang, algunes en la forma de salsitxes, com un producte per espessir salses, o salada per a temps d'escassetat de menjar i d'altres usen sang en cuinats com a perfum.

### Roda dels aliments
La roda dels aliments és un esquema que classifica els aliments en set grups:
- Grup 1: Aliments constructors: llet i derivats. Aporten proteïnes, vitamines i greixos.
- Grup 2: Aliments constructors: carn, peix i ous. Aporten proteïnes i vitamines.
- Grup 3: Aliments reguladors: patates, llegums i fruita seca. Aporten vitamines, minerals i glúcids.
- Grup 4: Aliments reguladors: verdures i hortalisses. Aporten vitamines i glúcids.
- Grup 5: Aliments reguladors: fruita. Aporten vitamines i glúcids.
- Grup 6: Aliments energètics: cereals i derivats. Aporten glúcids.
- Grup 7: Aliments energètics: greix, oli i mantega. Aporten lípids.

Una alimentació variada ha d'incloure aliments de tots els grups de la roda, en la proporció adequada.

### Classificació segons la funció
Segons la funció que tenen en l'organisme, es poden classificar en tres tipus: 

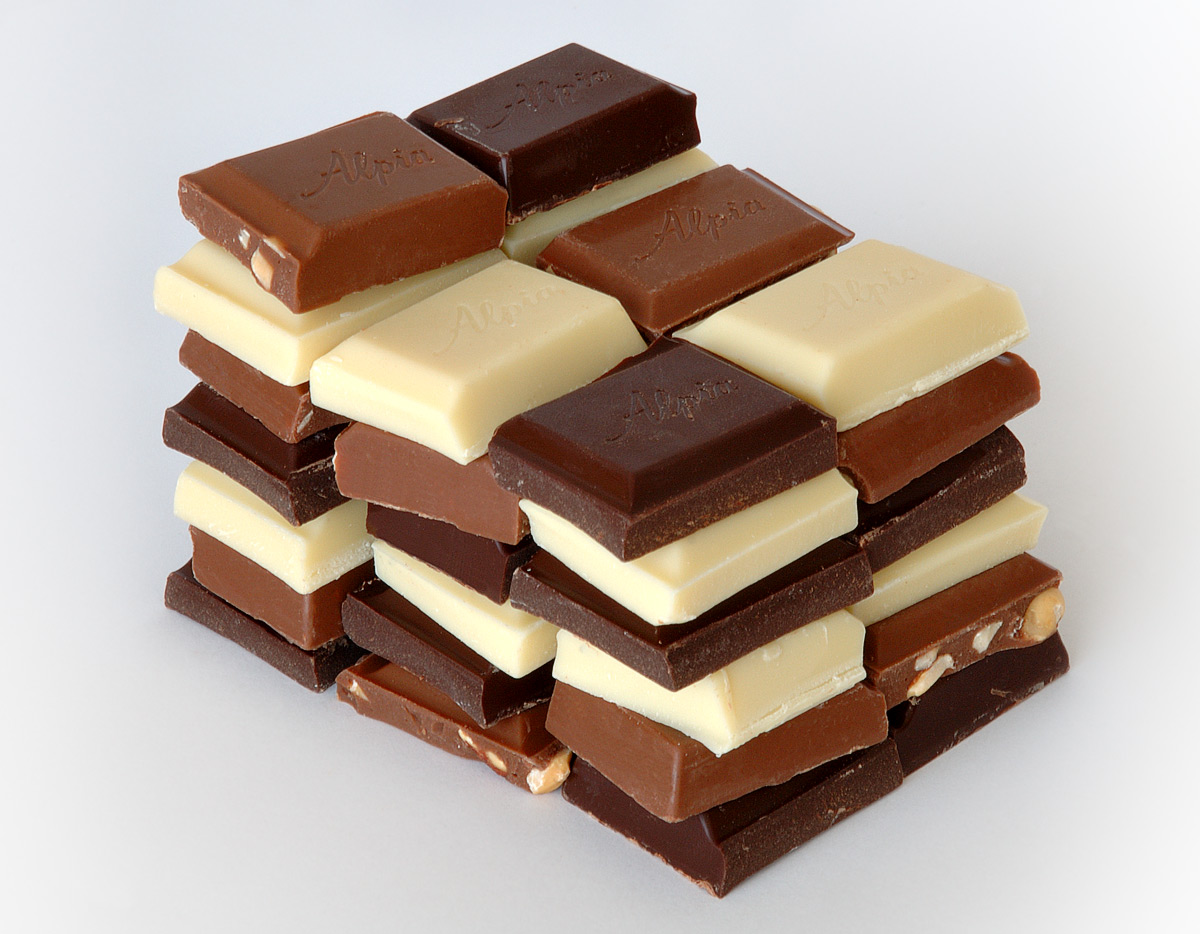
xocolata

#### Aliments energètics
Serveixen com a font d'energia perquè l'organisme pugui dur a terme les tres funcions vitals. Són aliments rics en glúcids i lípids. Aquests aliments contenen nutrients que ens proporcionen energia i així poder realitzar la nostra vida amb normalitat. Entre els aliments energètics destaquen: el pa, la pasta, els llegums, els cereals, el sucre, la mel, la xocolata…

#### Aliments constructors
Són necessaris per formar les cèl·lules, els teixits i els òrgans del nostre cos. Per tant, són aliments imprescindibles en la nutrició, tant en les etapes de creixement com en l'edat adulta. Aquests aliments ens proporcionen proteïnes, que tenen la funció d'augmentar la massa muscular i anar formant la nostra estructura (en poques paraules, ens fan créixer i desenvolupar-nos). A aquest grup pertanyen aliments següents: llet, formatge, carn, peix, ous...

#### Aliments reguladors o protectors
Són imprescindibles perquè l'organisme pugui utilitzar correctament els altres aliments i dur a terme les funcions de manera adequada. Proporcionen, fonamentalment, vitamines, minerals, aigua i fibra. Entre els aliments reguladors destaquen la fruita, les verdures i les hortalisses.

## Additius
Els additius són substàncies la funció de les quals és proveir de característiques organolèptiques diferents de les naturals d'un aliment, com són color, olor i sabor; o bé, allargar la vida útil o facilitar la conservació d'aquest producte.
Els additius alimentaris es classifiquen en grups d'acord amb l'alteració física o química que generin, de manera que n'hi ha 7 grups:

### Grup 1: Colorants
Els colorants són totes aquelles substàncies que alterin el color, ja sigui químiques o naturals. Dins dels colorants naturals tenim el safrà, la clorofil·la, els carotenoides o les tiocianines. Dins dels químics, es poden considerar els composts minerals com les sals de calci i ferro, que, a més de ser bons colorants, aporten un valor nutricional.

### Grup 2: Conservants
Els conservants són utilitzats per evitar que microorganismes patògens proliferin o enverinin un producte, augmentant així la seva vida útil. Dins dels millors conservants, podem incloure l'àcid sòrbic i l'àcid benzoic (i les seves respectives sals, diòxids de sulfurs, nitrits i nitrats). Els conservadors compleixen també amb la funció d'evitar la ranciesa de greixos o la desnaturalització de proteïnes.

### Grup 3: Antioxidants
Els greixos s'oxiden amb molta facilitat i es tornen rancis. L'oxidació pot desnaturalitzar les vitamines liposolubles. També les fruites i les verdures, sobretot pelades, s'oxiden (es tornen de color marró o fosc) amb facilitat al contacte amb l'aire. L'antioxidant casolà més eficient és l'aigua; les patates i fruites (pomes, peres) submergides en un recipient d'aigua no s'oxidaran. Altres antioxidants casolans habituals, aquests més usats en bullits, són el suc de llimona i el vinagre. Entre els principals compostos antioxidants usats industrialment, es poden esmentar els èsters d'àcid gàl·lic i el butil-hidroxitoluè.

### Grup 4: Reguladors d'acidesa
Els reguladors d'acidesa són un tipus d'additiu alimentari que s'empra per a evitar que l'acidesa d'un producte varii amb el temps. Els aliments que han passat per un procés fermentatiu (com el iogurt) requereixen una atenció especial per evitar que l'acidesa continuï pujant. Són usats qualsevol tipus d'hidròxids, tanmateix no tots tenen una legalització en el seu ús (varia en cada país). En altres ocasions, els àcids serveixen per donar sabor a un producte, per la qual cosa la seva addició és prescindible, però per evitar que continuï pujant el pH del producte es recomana que s'addicionin neutralitzants una vegada que el sabor ha estat fixat. Una funció addicional dels àcids és la seva acció antimicrobiana, per la qual cosa una vegada controlats s'han de neutralitzar els àcids emprats.

### Grup 5: Estabilitzadors i emulgents
Els estabilitzadors i els emulgents formen un grup d'additius entre els quals estan totes aquelles substàncies que ajuden els olis i greixos a dissoldre's amb aigua i formar emulsions. També s'utilitzen per a augmentar la durada dels productes enfornats, és a dir, com a conservants. La lecitina és l'estabilitzador comercial més emprat, mentre que les gomes vegetals i la pectina són emulgents.

### Grup 6: Antienduridors
Els antienduridors eviten que les pólvores (sals, farines i altres) es facin pedra o compactes per la presència d'humitat. De manera empírica, l'arròs funciona com a antienduridor de la sal de cuina. Industrialment s'empren polifosfats i silicats.

### Grup 7: Edulcorants
La funció dels edulcorants, acidificants, extractes i altres és aportar sabor dolç, àcid, etc. a una preparació.

## Contaminants
Des que un aliment es produeix (agrícoles, ramaders, pesquers, etc.) o fabrica (qualsevol aliment manufacturat: pa, formatge, entre altres), té risc de ser contaminat. Un aliment pot tenir tres tipus de contaminacions:
- Biològica És la contaminació més comuna, i es presenta en qualsevol etapa del procés de consum d'un aliment. Des que es produeix es pot contaminar amb microorganismes patògens (com Salmonella Enteritidis) o que hidrolitzen molècules essencials de l'aliment i l'enranceixen. Això pot passar durant la manufactura, l'empaquetament i la venda si hi manquen les condicions higièniques adequades.

- Química Aquesta contaminació consisteix a agregar als aliments substàncies que tenen com a finalitat alterar un producte químic. Alguns additius no aprovats, com ara colorants artificials, constitueixen una contaminació química. Aquests contaminants poden ser tòxics, exacerbants o al·lergògens, entre d'altres. Per citar un exemple, alguns refrescs tenen colorants que exacerben (fan hiperactius o propensos a malalties) els nens.[8]

- Física Es produeix per enranciment o enrariment de l'aliment per males condicions de temperatura o pressió, entre d'altres.

## Congelació d'aliments
En alimentació es defineix la congelació d'aliments com l'aplicació intensa de fred capaç de detenir els processos bacteriològics i enzimàtics que destrueixen els aliments.
La matèria orgànica es compon d'aigua i de matèria seca. Quan es congela un aliment, essencialment es congela l'aigua que conté, per això un dels factors a tenir en compte en el procés de congelació és el contingut d'aigua del producte. En funció de la quantitat d'aigua es té la calor latent de congelació. La calor latent de l'aigua és la quantitat de calor necessària per a canviar 1 kg de líquid a gel, sense canvi de temperatura; en aquest cas és de 80 kcal/kg. Altres factors són la temperatura inicial i final del producte que són determinants en la quantitat de calor que se n'ha d'extreure.

## Intercanvi comercial

### Exportacions i importacions
El Banc Mundial va reportar que la Unió Europea va ser el principal importador d'aliments el 2005 seguit a bona distància pels Estats Units i el Japó. Actualment, els aliments són comercialitzats globalment. La varietat i la disponibilitat d'aliments ja no està restringida per la diversitat d'aliments locals o per les limitacions de la producció de temporada de creixement local. Entre 1961 i 1999 hi ha hagut un increment del 400% en l'exportació d'aliments a nivell mundial. actualment alguns països són econòmicament dependents de l'exportació d'aliments, la qual en alguns casos significa més del 80% de totes les exportacions.
El 1994, a la Ronda Uruguai, més de 100 països van signar l'acord general sobre tarifes i comerç en un increment considerable en l'alliberament del comerç, que va incloure un acord per reduir el pagament de subsidis als agricultors, apuntalat per l'Organització Mundial de Comerç en l'aplicació de subsidis a l'agricultura, tarifes, quotes d'importació i la mediació en disputes comercials que no poden ser resoltes bilateralment. On són aixecades barreres comercials sobre disputes en assumptes de salut pública i seguretat, el WTO traspassa la disputa a la Comissió del Codex Alimentarius, la qual va ser fundada el 1962 per l'Organització de les Nacions Unides per a l'alimentació i agricultura i l'Organització Mundial de la Salut. La liberalització del comerç ha afectat en gran manera el comerç mundial d'aliments.

### Màrqueting i vendes al detall
El mercat d'aliments uneix el productor i el consumidor. És la cadena d'activitats que porta els aliments des de la "porta de la granja fins al plat". La comercialització d'un sol producte alimentari pot ser un procés complicat involucrant molts productors i companyies. Per exemple, 57 companyies estan involucrades en la manufactura de la sopa de pollastre amb fideus enllaunada. Aquests negocis inclouen no solament el pollastre i els processadors de vegetals sinó també les companyies que transporten els ingredients i les que imprimeixen les etiquetes o manufacturen les llaunes. El sistema de comercialització d'aliments és el major empresari no governamental tant en forma directa com indirecta als Estats Units.
En l'era premoderna, la venda de l'excedent d'aliments es duia a terme un cop a la setmana quan els grangers portaven les seves mercaderies el dia de mercat, al mercat local. Allà els aliments es venien als botiguers perquè al seu torn els venguessin a les seves botigues on els compraven els consumidors locals. Amb el començament de la industrialització i el desenvolupament de la indústria processadora d'aliments, es va poder distribuir i vendre en localitats distants una major varietat d'aliments. Els primers comerços de queviures van ser botigues amb taulell, en les quals els compradors demanaven al dependent el que volien, i aquest ho buscava per al comprador.
Els supermercats varen néixer al segle xx. Els supermercats van implantar la idea de l'autoservei en la compra, fent servir carrets de mercat i oferint aliments de qualitat a un preu menor gràcies a la reducció dels costos de personal i a les economies d'escala. En l'última part del segle vint, això ha estat més revolucionari per al desenvolupament d'enormes supermercats de la mida de dipòsits, ubicats als afores de les ciutats venent una àmplia varietat de menjars de tot el món.
A diferència dels processadors d'aliments, la venda d'aliments al detall és un mercat de dos nivells en el qual un petit nombre de companyies molt grans controlen una gran part dels supermercats. Els supermercats gegants exerceixen un gran poder de compra sobre grangers i processadors i una forta influència sobre els consumidors. No obstant això, menys del 10% del que els consumidors gasten en menjar va als agricultors, amb grans percentatges destinats a la propaganda, transport i corporacions intermediàries.

## Controvèrsia sobre el menjar saludable
L'aliment saludable està associat popularment al menjar natural, però un examen crític qüestiona per a començar aquesta creença en veure que no hi ha una definició formal d'allò que és aliment natural.

## Bases de dades de composició dels aliments a Internet
Les dades de les taules de composició d'aliments són orientatives, però sempre s'haurien de consultar aquelles que siguin referenciades. Aquí us en facilitem un parell:
- Base de Datos Española de Composición de Alimentos (castellà)
- USDA Food Composition Databases Arxivat 2017-12-22 a Wayback Machine. (anglès), molt completa, millor assignar Source=Standard Reference i el Food Group que interessi, a més del producte en concret.